# Gaius Valerius Potitus Volusus
Gaius Valerius Potitus Volusus war ein römischer Politiker des 5. Jahrhunderts v. Chr.
Sein Vater war Lucius Valerius Poplicola Potitus, Konsul im Jahr 449 v. Chr. Sein Bruder, Lucius Valerius Potitus, war im Jahr 393 v. Chr. Konsul.
Gaius Valerius wurde im Jahr 415 v. Chr. erstmals zum Konsulartribun gewählt. In diesem Jahr wurde der Krieg gegen die Veienter aus religiösen Gründen verschoben, da der Tiber die Felder der Veienter durch Überschwemmungen verwüstete. Die Aequer, geschwächt durch eine drei Jahre zuvor erlittene Niederlage, konnten den Bolanern, einem verbündeten Volk, keine Hilfe leisten, und die Römer eroberten Bola nach einer kurzen Belagerung. Einfälle der Aequer in das Gebiet von Labici, wo neue Kolonisten angegriffen wurden, wurden ebenfalls zurückgeschlagen. In Rom stritt der Volkstribun Lucius Decius mit seinen Kollegen über die Entsendung von Kolonisten nach Bola, wie es in Labici geschehen war, doch sein Vorschlag wurde durch das Veto der anderen Tribunen, die die Autorität des Senats betonten, verhindert.
Im Jahr 410 v. Chr. wurde Gaius Valerius zusammen mit Manius Aemilius Mamercinus zum Konsul gewählt. In diesem Jahr führten die Römer Krieg gegen die Aequer und die Volsker. Die Konsuln wollten eine Heeresaushebung durchführen, die jedoch vom Volkstribun Marcus Menenius blockiert wurde. Dies führte zu militärischen Rückschlägen für Rom, und Menenius’ Vorschlag für ein Agrargesetz wurde aufgrund der öffentlichen Stimmung und der Ablehnung durch andere Volkstribunen verworfen. Trotz dieser Rückschläge gelang den Römern die Eroberung (oder Wiedereroberung) der Festung Carventum (vermutlich in der Nähe von Velletri).
Gaius Valerius wurde im Jahr 407 erneut zum Konsulartribun gewählt. In diesem Jahr lief der Waffenstillstand mit den Vejentern aus, und Rom begann, Forderungen zu stellen. Eine vejentische Gesandtschaft bat um Aufschub, da Veji unter inneren Unruhen litt, was der Senat gewährte. Gleichzeitig verloren die Römer die Festung Verrugo an die Volsker. Eine Entsatztruppe kam zu spät, da die Militärtribunen die Dringlichkeit unterschätzten.
Schließlich wurde Gaius Valerius im Jahr 404 v. Chr. zum dritten Mal Konsulartribun. Die Kriege gegen die Volsker und Vejenter wurden fortgesetzt. Die Volsker-Stadt Artena wurde von den Römern erobert, und die Belagerung von Veji, die im Vorjahr begonnen hatte, ging weiter. Zudem wurde eine Expedition ausgesandt, die eine neue Kolonie in Velitrae gründete.